# Reina (Josep Maria de Sagarra)
Reina és un poema en tres actes, original de Josep Maria de Sagarra, estrenat al barceloní Teatre Nou (Avinguda del Paral·lel), la nit del 20 d'abril de 1935, a càrrec de la companyia català Vila-Daví.

## Repartiment de l'estrena
- Reina, dona de 30 anys i amistançada de Daniel: Maria Vila.
- Sebastiana, dona de poble d'uns 60 anys, zeladora de l'ermita de Sant Cosme: Maria Morera.
- Estivarola, noieta de 15 anys, recollida per Daniel, i hoste d'un mariner de la seva companyia: Emma Alonso.
- Caterina, vídua de poble, cosina de Daniel: Àngela Guart.
- Rosalia, filla de Caterina: Teresa Gay.
- Daniel, antic patró i armador de 55 anys: Pius Daví.
- Cristià, patró de la "Carolina" de Daniel, mariner de 60 anys: Antoni Gimbernat.
- Albanell, mariner de la "Carolina": Pere Ventayols.
- Pelegrí, mariner de la "Carolina": Lluís Duran.
- Collbert, mariner de la "Carolina" Joaquim Alonso.
- Franquet, net de Sebastiana, noiet d'11 o 12 anys: Paquita Ferràndiz.
- Damià, pescador, amic de Daniel. home de mitjana edat: Ramon Banyeres.
- Arrupit, gandul: Francesc Ferràndiz

Direcció de Pius Daví.

## Edicions
- Catalunya Teatral. Any IV, núm. 78. Barcelona, 1 juny 1935. Llibreria Millà